# Charaxes helgae
Charaxes helgae är en fjärilsart som beskrevs av Arthur Rydon 1980. Charaxes helgae ingår i släktet Charaxes och familjen praktfjärilar. Inga underarter finns listade i Catalogue of Life.